# Dušan Petković (pallavolista)
Dušan Petković (Niš, 27 gennaio 1992) è un pallavolista serbo, opposto della M&G.

## Carriera

### Club
Dušan Petković nasce pallavolisticamente nella Stella Rossa, società di Belgrado militante nel massimo campionato serbo; dopo la trafila delle giovanili e una breve parentesi nel Radnički Kragujevac, esordisce in prima squadra nella stagione 2010-11: in quattro anni vince tre titoli di campione di Serbia, oltre a tre coppe nazionali e tre Supercoppe di Serbia, disputando anche tutte le coppe europee.
Dal 2014-15 si trasferisce nella Ligue A francese, tesserato dal Cannes, dove resta per due annate, per poi passare all'Al-Rayyan, nella Qatar Volleyball League, per la stagione 2016-17.
Per l'annata 2017-18 si accasa all'Argos di Sora, nella Superlega italiana, mentre, per la stagione 2019-20, veste la maglia del club polacco dello Skra Bełchatów, in Polska Liga Siatkówki; dopo un biennio nel club giallonero, nell'annata 2021-22 passa al Projekt Warszawa, sempre in massima serie polacca, tornando quindi in Italia dove disputa la Superlega 2022-23 con la maglia del Padova: al termine del campionato conclude la stagione con l'Al-Arabi, militante in Qatar Volleyball League.
Nella stagione 2023-24 difende i colori del Kuzbass nella Superliga russa e in quella successiva è di scena ancora nella Superlega italiana con la neopromossa M&G.

### Nazionale
Dopo aver vinto diverse medaglie a livello giovanile con le selezioni serbe, esordisce in nazionale maggiore nel 2013.

## Palmarès
- Campionato serbo: 3

2011-12, 2012-13, 2013-14
- Coppa di Serbia: 3

2010-11, 2012-13, 2013-14
- Supercoppa serba: 3

2011, 2012, 2013

### Nazionale (competizioni minori)
- Campionato europeo under 19 2009
- Campionato europeo under 20 2010
- Campionato mondiale under 21 2011
- Campionato mondiale under 23 2013

### Premi individuali
- 2018 - Superlega: Miglior realizzatore
- 2018 - Superlega: Miglior attaccante[9]
- 2019 - Superlega: Miglior realizzatore
- 2019 - Superlega: Miglior attaccante[9]